# Mannophryne
Mannophryne là một chi động vật lưỡng cư trong họ Aromobatidae, thuộc bộ Anura. Chi này có 15 loài và 73% bị đe dọa hoặc tuyệt chủng.

## Danh sách loài
- Mannophryne caquetio Mijares-Urrutia & Arends-R., 1999
- Mannophryne collaris (Boulenger, 1912)
- Mannophryne cordilleriana La Marca, 1994
- Mannophryne herminae (Boettger, 1893)
- Mannophryne lamarcai Mijares-Urrutia & Arends, 1999
- Mannophryne larandina (Yústiz, 1991)
- Mannophryne leonardoi Manzanilla, La Marca, Jowers, Sánchez & García-París, 2007
- Mannophryne neblina (Test, 1956)
- Mannophryne oblitterata (Rivero, 1984)
- Mannophryne olmonae (Hardy, 1983)
- Mannophryne orellana Barrio-Amorós, Santos & Molina, 2010
- Mannophryne riveroi (Donoso-Barros, 1965)
- Mannophryne speeri La Marca, 2009
- Mannophryne trinitatis (Garman, 1888)
- Mannophryne trujillensis Vargas Galarce & La Marca, 2007
- Mannophryne urticans Barrio-Amorós, Santos & Molina, 2010
- Mannophryne venezuelensis Manzanilla, Jowers, La Marca & García-París, 2007
- Mannophryne vulcano Barrio-Amorós, Santos & Molina, 2010
- Mannophryne yustizi (La Marca, 1989)